# بارلي (نيبال)
بارلي (بالإنجليزية: Bharle)‏ هي مدينة من مدن نيبال. يبلغ عدد سكانها 2591 نسمة وذلك حسب إحصائيات سنة 1991.